# Tommy Lee Jones
Tommy Lee Jones (født 15. september 1946 i San Saba, Texas, USA) er en amerikansk skuespiller. Han vandt en Oscar for bedste mandlige birolle i 1994 for sin rolle som marshal Samuel Gerard i filmen Flygtningen. Han har fået en stjerne på Hollywood Walk of Fame

## Udvalgt filmografi
- Fire Birds (1990)
- JFK (1991)
- Under Siege (1992)
- Heaven & Earth (1993)
- House of Cards (1993)
- Flygtningen (1993)
- Blown Away (1994)
- Klienten (1994)
- Natural Born Killers (1994)
- Blue Sky (1994)
- Cobb (1994)
- The Good Old Boys (1995) (TV) (instruktør)
- Batman Forever (1995)
- Volcano (1997)
- Men in Black (1997)
- U.S. Marshals (1998)
- Small Soldiers (1998) (stemme)
- Double Jeopardy (1999)
- Rules of Engagement (2000)
- Space Cowboys (2000)
- Men in Black II (2002)
- The Hunted (2003)
- The Missing (2003)
- Man of the House (2005)
- The Three Burials of Melquiades Estrada (2005) (instruktør)
- A Prairie Home Companion (2006)
- In the Valley of Elah (2007)
- No Country for Old Men (2007)
- Captain America: The First Avenger (2011)
- Men in Black 3 (2012)
- Hope Springs (2012)
- Ad Astra (2019)